# Schlosskapelle Herten

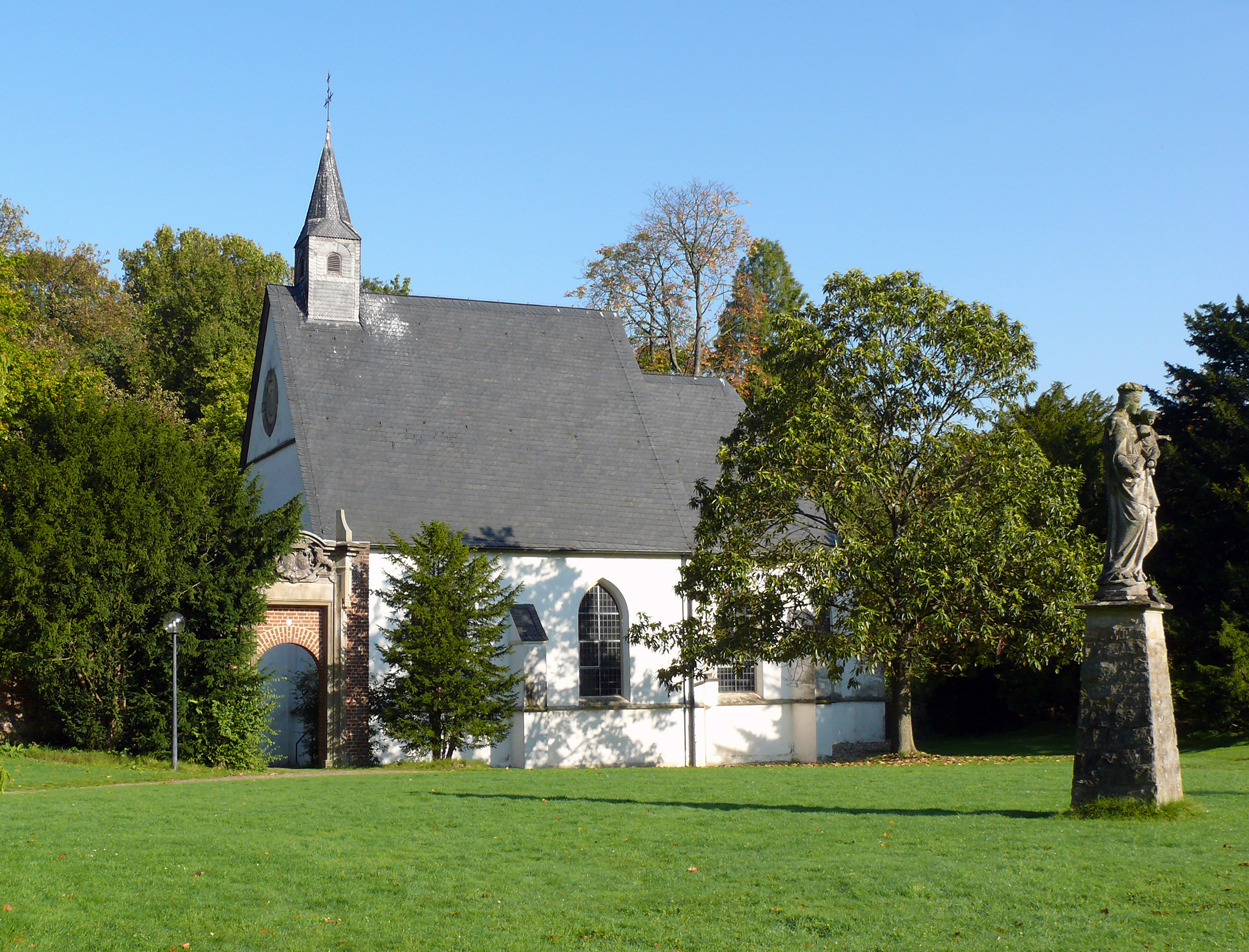
Ansicht der Hertener Schlosskapelle von Südwesten

Die Schlosskapelle Herten ist eine Kapelle in der nordrhein-westfälischen Stadt Herten. Sie steht auf dem Vorburgareal des Hertener Schlosses und gehört – wie die gesamte Anlage – dem Landschaftsverband Westfalen-Lippe, der seit 1985 auf dem Schlossgelände eine Klinik für Psychiatrie und Psychotherapie betreibt.
Die Kapelle gehörte ursprünglich nicht zum Schloss Herten, sondern war die Burgkapelle des Schlosses Grimberg in Gelsenkirchen-Bismarck, wo sie 1908 abgebaut und von dort nach Herten transloziert wurde. Obwohl es also nicht zur Originalsubstanz des Hertener Schlosses zählt, steht das kleine Kirchengebäude trotzdem gemeinsam mit der Schlossanlage unter Denkmalschutz.

## Geschichte

### Schlosskapelle Grimberg
Die Geschichte der Kapelle geht in das 14. Jahrhundert zurück, denn im Jahr 1328 stiftete ihr Gründer Wennemar von Grimberg Memorien für sich und seine Frau. Um 1560 ließ der damalige Schlossherr Heinrich Knipping den Bau innen im Stil der Renaissance erneuern und ihn mit einem Prunkaltar ausstatten. Außerdem übertrug er die Kapelle der evangelischen Kirchengemeinde.
Nach einem Brand des Schlosses ließ der Eigentümer Johann Hermann Franz von Nesselrode ab 1733 die Anlage nach Entwürfen Johann Conrad Schlauns vollkommen umgestalten. Zu den Arbeiten zählte auch eine Veränderung der Kapelle und ihres Umfeldes. Zudem ließ Johann Hermann Franz sie 1738 wieder zu einer katholischen Hauskapelle umwandeln, nachdem er für die evangelische Gemeinde mit der Bleckkirche außerhalb des Schlossareals ein neues Gotteshaus hatte errichten lassen. Den Knipping’schen Prunkaltar aus dem 16. Jahrhundert ließ er in die neue Kirche bringen.

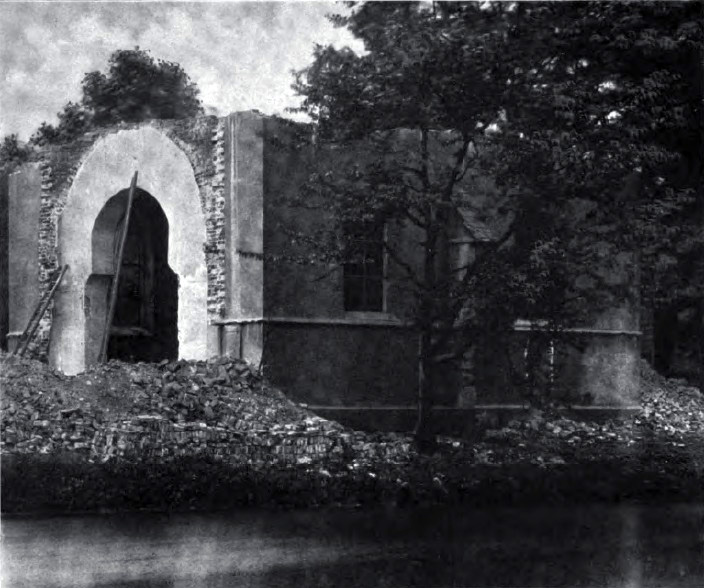
Die Kapelle während des Abbaus 1908

1907 verkaufte die Familie Droste zu Vischering von Nesselrode-Reichenstein das Schloss Grimberg an die Gelsenkirchener Bergwerks-AG, die dort – am Rand des neu eröffneten Rhein-Herne-Kanals – den Grimberger Hafen anlegen wollte. Um die derweil stark heruntergekommene Schlosskapelle vor dem endgültigen Ruin zu retten, ließen die ehemaligen Schlossherren den Bau 1908 Stein für Stein abtragen und auf dem Vorburggelände ihres Hertener Schlosses wieder aufbauen. Den seinerzeit noch vorhandenen Totenkeller untersuchten 1934 unkundige Ausgräber. Sie fanden zwei Grabkammern und 14 Grabnischen unbekannter Toter, bei denen es sich vermutlich um Geistliche und Familienmitglieder der Schlossherren handelte. Ihre Gebeine wurden in der Nesselrode’schen Familiengruft beigesetzt.

### Schlosskapelle Herten
Große Teile der Kapelle wurden im Zweiten Weltkrieg stark beschädigt oder zerstört. Bergschäden und Vernachlässigung in der Nachkriegszeit taten ihr Übriges, um die Schlosskapelle weiter verfallen zu lassen. Erst als der Landschaftsverband Westfalen-Lippe die gesamte Schlossanlage 1974 übernahm, wurden Instandsetzungs- und Restaurierungsmaßnahmen vorgenommen. Ab 1980 war die Kapelle wieder für die Öffentlichkeit zugänglich.
Bis Mitte 2004 durch die griechisch-orthodoxe Gemeinde Hertens genutzt, dient die Kapelle seit September 2004 für Veranstaltungen im Rahmen der evangelischen Seelsorge der LWL-Klinik. Ehrenamtliche Mitarbeiter stellen sicher, dass sie regelmäßig geöffnet ist und für Trauungen sowie Taufen genutzt werden kann.

## Beschreibung

### Außenbau

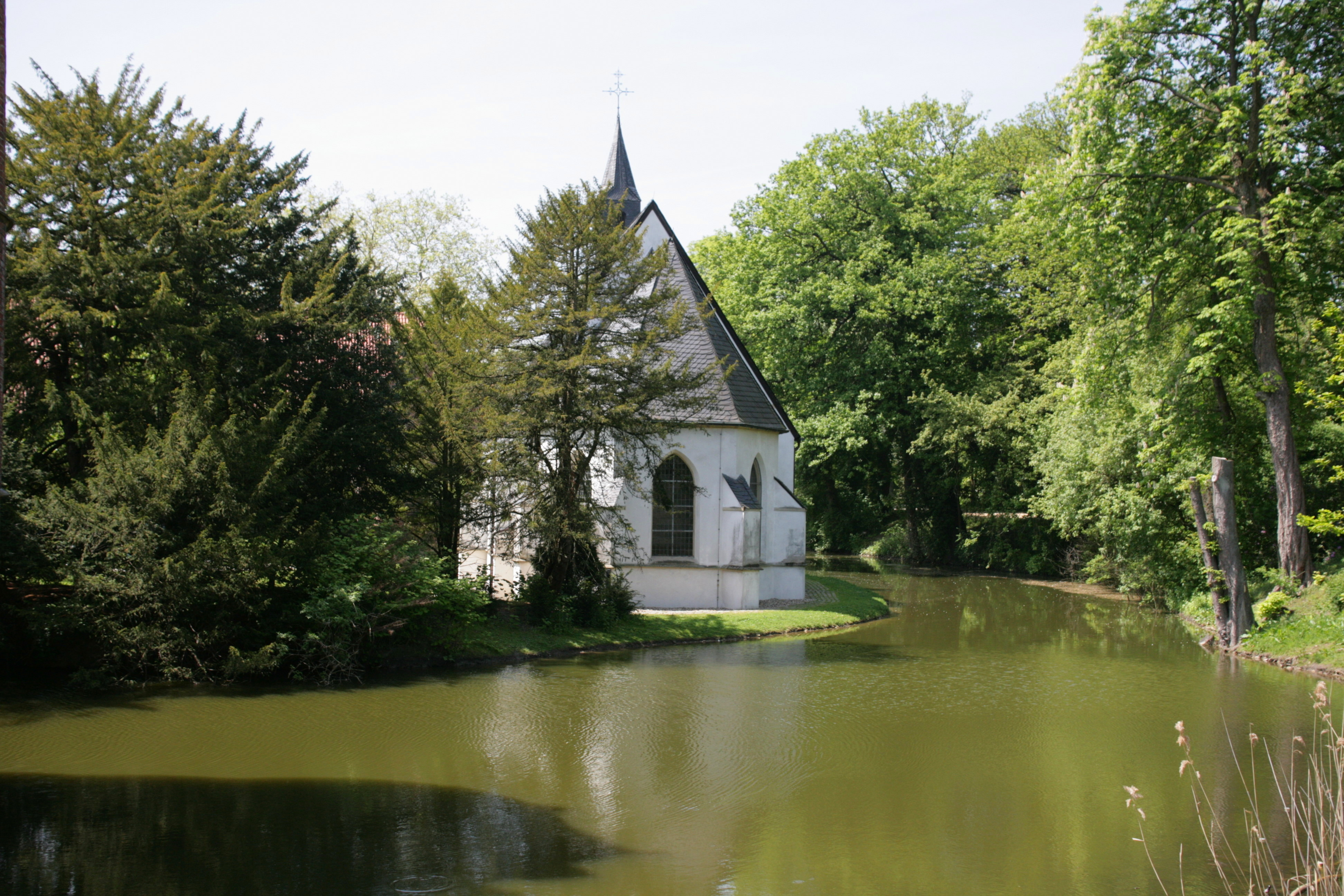
Ostansicht der Kapelle

Das in seinen Ursprüngen aus der Gotik stammende Gotteshaus ist ein Ziegelbau mit weißem Außenanstrich und Spitzbogenfenstern. Die Längsseiten und der Chor werden durch niedrige Strebepfeiler gestützt. Das schiefergedeckte Dach ist mit einem kleinen Dachreiter verziert, der von einem Kreuz abgeschlossen ist.
Der Portalvorbau an der Giebelfront der Kapelle gehört nicht zur ursprünglichen Bausubstanz aus der Gotik, sondern wurde dem Gebäude erst bei einem Umbau vorgesetzt. Er trägt die Jahreszahl 1747, die vermutlich das Ende der Umbauarbeiten unter Schlaun angibt. Auch das freistehende Portal am Zuweg zur Kapelle gehörte früher nicht zum Gotteshaus, sondern war das Hauptportal des Grimberger Schlosses und ein Schlaun’scher Entwurf aus dem Jahr 1735. Es steht seit den 1960er Jahren an seinem heutigen Platz.

### Innenraum

Grundriss

Die Schlosskapelle besitzt eine dreischiffige Halle über zwei Jochen, deren Kreuzrippengewölbe auf Säulen und Wandkonsolen ruht. Der Chor ist einjochig und hat einen 5/8-Schluss. Die barocke Innenausstattung stammt aus dem 18. Jahrhundert und ist in Teilen von Johann Conrad Schlaun entworfen. Chorgestühl, Altar und Tabernakel lieferte der bekannte Münsteraner Schreinermeister Schild, während das Altargemälde ein Werk des Münsteraner Malers Johann Anton Kappers ist. Es wurde 1939 von dem Kunstmaler Wilhelm Vetter aus Karlsruhe überarbeitet und zeigt Maria mit Kind sowie Josef und den heiligen Franziskus. Das Bild ist von Holzfiguren flankiert, die den Erzengel Michael und den heiligen Antonius von Padua darstellen.
An den Stirnseiten der Seitenschiffe finden sich die Epitaphe von Bertram von Nesselrode und seiner Frau Lucia von Hatzfeld sowie von Bertrams Eltern Franz von Nesselrode und Anna Maria von Wylich. Sie stammen aus der alten, von 1882 bis 1885 durch einen Neubau ersetzten Hertener Pfarrkirche und wurden 1680/81 von Johann Mauritz Gröninger aus Baumberger Sandstein geschaffen. Zusammen mit der Kapelle zogen auch die Tumben des Ehepaars Heinrich Knipping und Sybilla von Nesselrode von Grimberg nach Schloss Herten um. Sie zeigen fast vollplastische Figuren des Paares. Er trägt einen Prunkharnisch, während sie in die typische Mode ihrer Zeit gekleidet ist.